# 堀口恭司
堀口恭司（日语：／，1990年10月12日—），日本综合格斗运动员，现属于Rizin格斗联盟。
堀口恭司于2010年开始其综合格斗生涯，曾夺得修斗雏量级冠军头衔。2013年加入综合格斗冠军赛（UFC），曾在UFC 186中败给狄米崔斯·约翰逊而挑战UFC蝇量级冠军头衔未果。2017年，他宣布不再与UFC续约，转而加入Rizin格斗联盟。